# René Philippe Laverdure

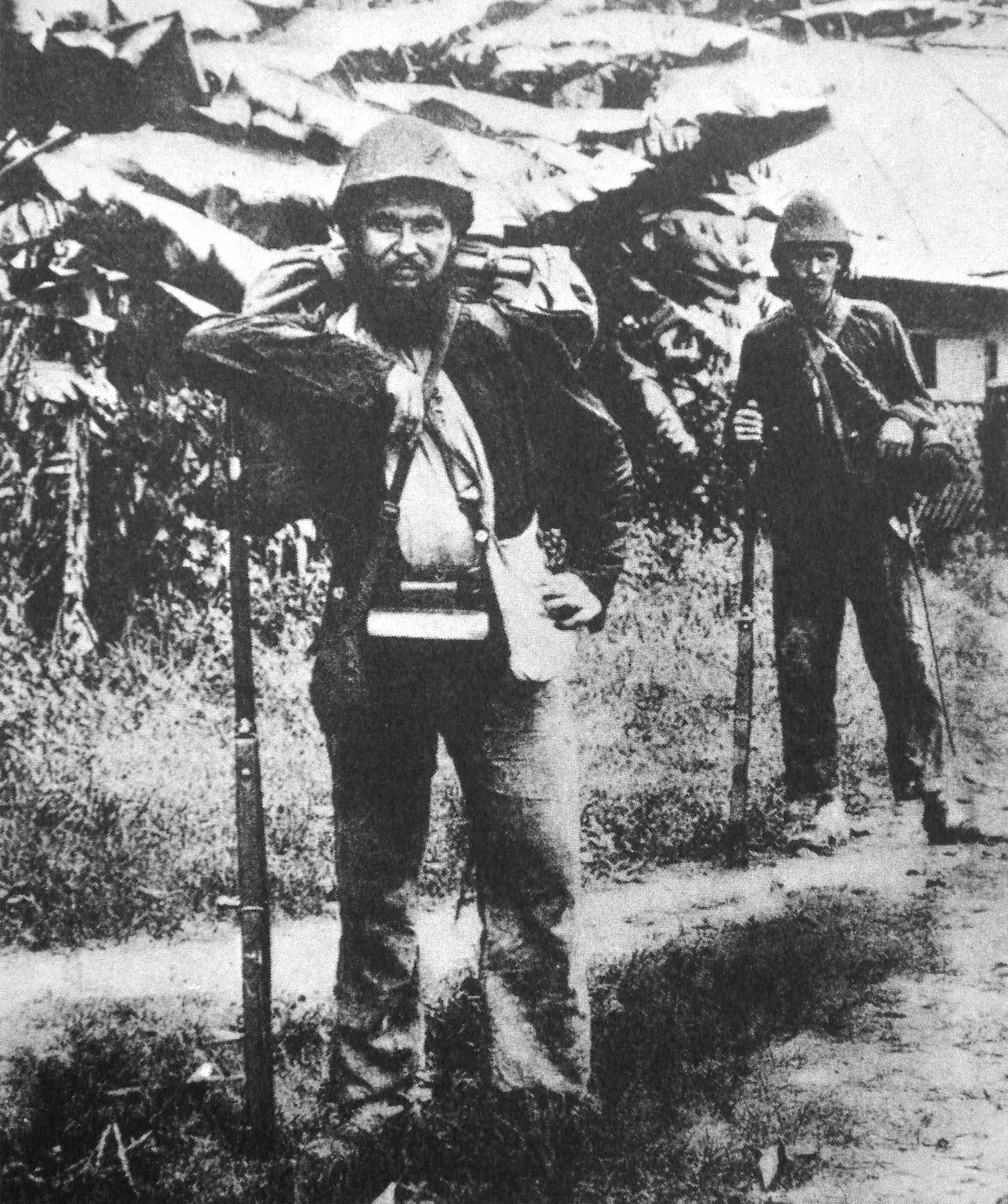
Combattant français à Tonkin

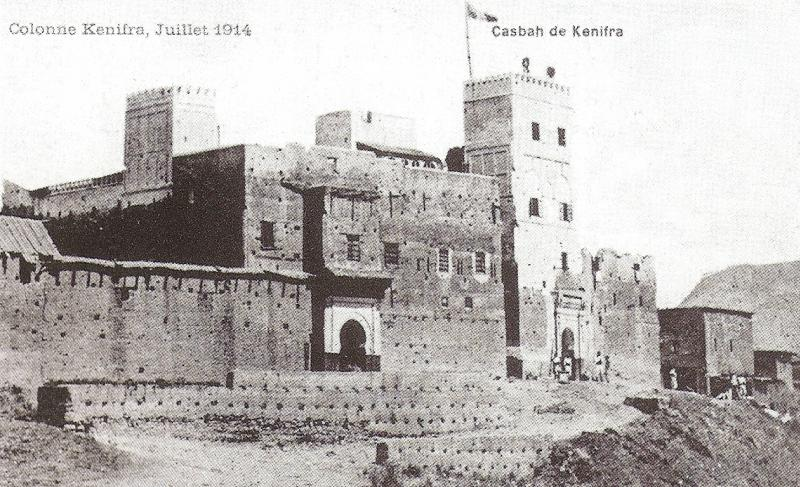
La casbah de Mouha Ou Hammou devenue état major après l'occupation de Khénifra en 1914, René Philippe Laverdure était le chef militaire du territoire Zayan

René Philippe Laverdure (né le 27 janvier 1862 à Paris et mort le 13 novembre 1914 à Elhri à 15 km de Khénifra au Maroc) est un officier français. Mort pour la France, il est inhumé au cimetière de Ben M'ssik à Casablanca.

## Biographie
Fils d’un valet de chambre et d’une couturière, il devient ouvrier bijoutier. Il s’engage le 16 avril 1880, à l’âge de 18 ans, au 1er régiment d'infanterie de marine et va gravir les échelons, multiplier les incorporations, les campagnes et les décorations. Nommé sergent-major en 1883, adjudant en février 1884, on le retrouve sous-lieutenant le mois suivant, capitaine en 1892, lieutenant-colonel en 1910. Il a toujours été dans les coups durs : en Indochine au moment de la conquête du Tonkin et de la grande piraterie ; à Madagascar, pendant toute la pacification ; en Afrique occidentale à plusieurs reprises, et au 1er régiment d'infanterie coloniale du Maroc.
Cet officier distingué, arrivé au Maroc en juin 1913, le 26 juin nommé chef du territoire Zayan -Khénifra- par le général Lyautey, en 1914, il exerça aussi la fonction de commandant de la garnison de Khénifra, il prit imprudemment la décision d'attaquer le campement de Mouha Ou Hammou Zayani le 13 novembre 1914 à la tête d'une colonne de 43 officiers et 1 230 hommes. Mort dans le combat de la fameuse bataille d'Elhri, bourgade située à 12 km de Khénifra.
Le général Lyautey, à Rabat, le 16 novembre 1913, disait à son propos : « Excellent officier supérieur, que je connais depuis longtemps, dont j’ai apprécié, au Tonkin en même temps que les plus solides qualités militaires, les talents d’organisateur, le sens politique avisé, unis à l’esprit d’initiative et de décision ».
Un de ses officiers le décrit ainsi : « De taille moyenne, solide, bien charpenté, la petite vérole lui avait laissé des marques profondes qui donnaient à son aspect un air dur et sévère. Cependant il était bon et bienveillant. Il avait la franchise et parfois la rudesse du soldat. Abord froid et calme, caractère entier, il ne savait pas déguiser ses impressions. C’était un discipliné, un travailleur, un méthodique et même un méticuleux ».
À la suite de la défaite d'Elhri, Lyautey a déclaré, dans une lettre au ministre de la Guerre Alexandre Millerand que, si Laverdure  n'était pas mort sur le champ, il aurait mérité "la punition la plus sévère".